# Sarcofahrtiopsis kuna
Sarcofahrtiopsis kuna är en tvåvingeart som beskrevs av Thomas Pape och Mendez 2004. Sarcofahrtiopsis kuna ingår i släktet Sarcofahrtiopsis och familjen köttflugor.
Artens utbredningsområde är Panama. Inga underarter finns listade i Catalogue of Life.